# 품종개량

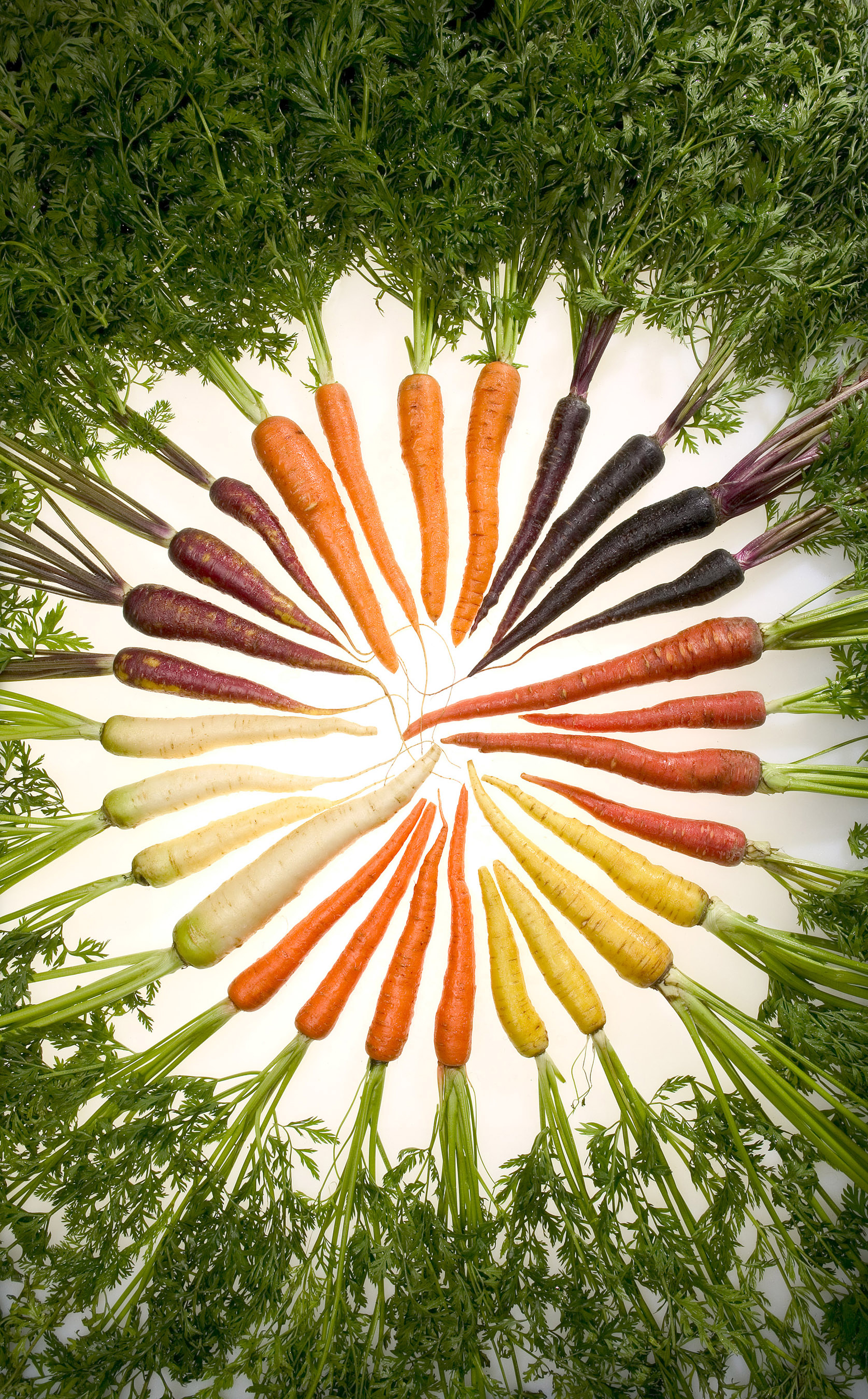
다양한 색상으로 품종이 개량된 당근.

품종 개량(品種改良, 영어: breeding) 또는 인위 선택(人爲選擇, 영어: artificial selection) 또는 선택 교배(選擇交配, 영어: selective breeding)는 농업, 축산업 등에서 재배·사육하는 생물의 유전형질을 개량하는 활동이다.

## 개요
선사시대부터 쓰인 품종개량의 방법은 원하는 형질을 지닌 생물간의 자손을 얻어 이들 가운데 일부만을 선택하고 다시 이들 사이에 자손을 얻는 방법이었다. 찰스 다윈은 농업의 이러한 선택에서 용어를 빌려 자연에서 환경에 의해 일어나는 선택에 대해 자연선택이라는 이름을 붙였다.
유전공학의 발달과 함께 실험실에서 유전자 조작을 통해 품종을 개량하게 되었다. 유전 공학에 의한 품종의 개량은 원하는 형질을 얻기 위해 기존의 품종을 개량한다는 점에서 기존의 품종개량과 같으나 자연적인 생식을 통해 품종을 개량하는 기존의 방법과는 달리 유전자를 직접 조작하여 단시간 안에 결과물을 도출한다는 점과 다른 종의 유전자에서도 형질을 가져 올수 있다는 차이점이 있다. 일부 농수산물은 이미 산업화가 진행되어 슈퍼옥수수나 토마토와 같이 시중에 유통되고 있다. 2006년 대한민국의 수입 농수산물 가운데 10%는 유전자 조작 생물이었다. 특히 작물의 육종에서 이러한 유전자 조작 식물의 도입을 추진하고 있는 것은 몬산토나 노바티스 같은 다국적 농약 및 종자 회사이다. 이들은 유전자 조작 식물이 병충해에 강해 보다 적은 비료와 농약으로도 많은 수확량을 얻을 수 있다고 하고 있으나 이는 충분한 검증이 이루어지지는 않았다.

## 작물의 육종
농작물의 수확량과 품질을 향상시키기 위해 품종을 개량하는 것을 육종이라 한다. 농작물의 수량은 농작물의 복잡한 생리적, 생화학적 상호작용의 결과물이다. 높은 수확량을 얻기 위한 개량에는 식물생리학, 유전학, 재배학의 지식이 동원된다. 농작물의 수확량을 개선하기 위해 다음과 같은 방법들이 쓰인다.
- 광합성 효율의 개량: 수광 효율을 늘릴 수 있는 직립성 잎과 각도를 갖는 품종의 개량이 주요 목표이다.
- 광둔감성 작물: 벼, 옥수수와 같은 주요 곡물의 경우 장일 조건이나 단일 조건 모두에서 개화할 수 있도록 개량된 광둔감성 작물이 세계적으로 확산되었다.
- 유한신육성 작물: 마디가 적고 착엽이 빠르며 생육기간이 짧은 작물 품종을 개량하는 것은 농업 일수의 단축과 기계확의 도입에 유리하게 작용하였다.
- 단간성 작물: 키가 작은 왜성 작물의 육종은 농업 혁명에 크게 기여하였다. 왜성 작물은 뿌리가 깊어 수분 흡수량이 높고 비료를 많이 주어도 잘 자라며 수확지수가 높다.
- 조숙성 육종: 생육기간이 짧은 조숙성 품종은 이모작을 도입할 수 있게 하였다.
- 수확지수의 개량: 벼, 밀, 보리, 옥수수와 같은 곡물은 높은 수확지수를 띄는 형질이 낮은 수확지수를 띄는 형질에 비해 우성이기 때문에 여러 대에 걸친 육종의 결과 수확률이 개선되었다.
- 수량 안정성 육종: 수량 안정성이란 환경 변화가 크더라도 수확하는 양이 일정하게 유지되는 형질을 갖춘 작물을 육종하는 것이다.
- 수량 육종: 보다 많은 열매를 맺게 하는 형질은 매우 낮은 유전력을 갖고 있어 난이도가 높은 육종이다.
- 품질 개량 육종: 맛이나 향과 같은 품질을 향상시키는 육종이다. 최근에는 기능성 품질을 향상시키는 육종이 주목받고 있다.
- 내병성 육종: 병원균에 대한 내성을 지니는 품종을 육종하는 것이다.
- 이외에도 가뭄이나 병충해에 강한 작물을 키우기 위한 육종 등이 있다.

## 동물의 개량

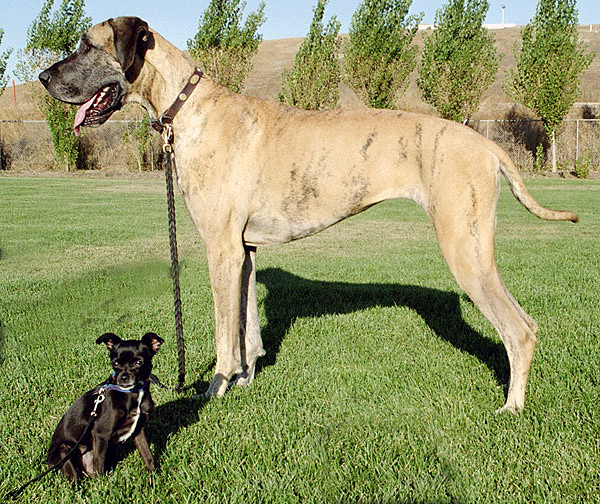
품종개량의 결과 개는 다양한 품종으로 개발되었다.

개와 같은 애완동물의 품종개량은 매우 오래전부터 있어왔다. 개의 품종 유지는 적절한 형질을 갖춘 짝의 교배와 선택에 의해 이루어진다. 품종을 보증하는 등록이 되어있는 개의 10% 만이 후손을 생산하는 기회가 주어진다. 동물의 개량은 매우 쉬운 기술에 속하여 각 국가별로 여러 품종이 존재하나, 한국과 같은 일부 지역에서는 동물을 개량할 수 있는 여건이나 기술이 충족되지 않아 개량된 종이 자연발생종인 경우가 있다. 아키타견이나 차우차우처럼 인위적으로 개발된 종이 아니라 진돗개처럼 한 지역 안에서 고립되어 자연적으로 품종이 생겨난 경우도 있다.

## 성공과 실패
품종개량의 성공과 실패는 그 사회에서 어떠한 생물을 원하는 가와 밀접한 관련이 있다. 1960년대 미국의 포드와 카네기가 출자하여 필리핀에 세워진 국제쌀연구소에서는 새로운 단간성 벼를 육종하였다. 식량 증대를 최대 과제 가운데 하나로 여기던 대한민국에서는 이 벼를 "통일벼"라는 이름으로 도입하였다. 통일벼는 성장기가 짧아 2모작이 가능하고 수확량이 많아 전국적으로 재배되었으나 냉해에 약하고 밥맛이 좋지 않아 결국 외면받게 되었다.

## 같이 보기
- 축산
- 인공번식
- 우생학
- 유전자풀
- 유전공학
- 근친교배
- 자연선택
- 식물육종
- 양적유전학